# Papstwahl 1292–1294

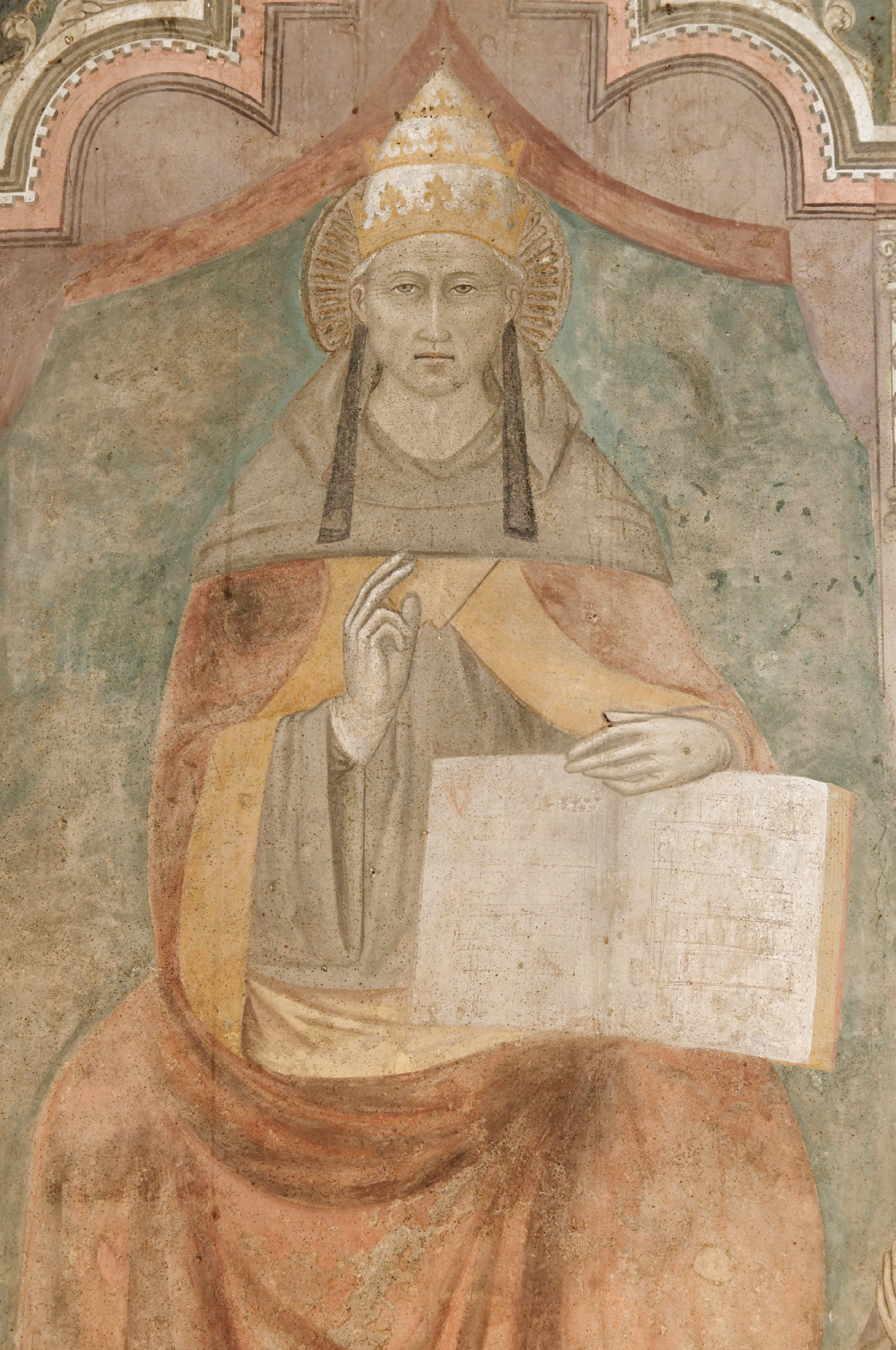
Coelestin V. in einem Fresko von Niccolò di Tommaso

Die Papstwahl 1292–1294 war die letzte Papstwahl, die nicht in der Form eines Konklaves stattfand. Sie dauerte vom 5. April 1292 bis 5. Juli 1294. Nachdem Nikolaus IV. am 4. April 1292 gestorben war, berieten die zwölf Kardinäle mehr als zwei Jahre über einen Nachfolger des Papstes. Einer der Kardinäle starb während der Sedisvakanz. Am Ende wurde mit Peter vom Morrone (Pietro da Morrone) der dritte von sechs Nichtkardinälen im Spätmittelalter zum Papst gewählt. Er nahm den Namen Coelestin V. an.
Zeitgenössische Quellen deuten an, dass Peter vom Morrone mit der Annahme der Wahl zögerte, als er in seiner Einsiedelei davon erfuhr. Durch sein asketisches Leben war er auf die Aufgaben eines Papstes nicht vorbereitet. Er geriet unter den Einfluss von Karl II. von Neapel. Dies führte selbst bei den Kardinälen, die mit dem neapolitanischen Königshaus sympathisierten, zur Unzufriedenheit. Coelestin trat am 13. Dezember 1294 zurück.

## Wähler
Zu Anfang nahmen zwölf Kardinäle an der Wahl teil. Nach dem Tod des Kardinalprotopriesters Jean Cholet am 2. August 1293 waren es nur noch elf. Die besten Informationen über den Ablauf der Wahl stammen von Iacopo Stefaneschi, päpstlichem Subdiakon, Kaplan und vor allem Neffen von Matteo Rosso Orsini, 1295 von Bonifaz VIII. zum Kardinaldiakon von San Giorgio in Velabro kreiert.
| Kardinal                     | Herkunft   | Rang             | Kardinaltitel                      | Kreierungsdatum   | Ernennender Papst | Anmerkungen                                                                    |
| ---------------------------- | ---------- | ---------------- | ---------------------------------- | ----------------- | ----------------- | ------------------------------------------------------------------------------ |
| Latino Malabranca Orsini, OP | Rom        | Kardinalbischof  | Bischof von Ostia e Velletri       | 12. März 1278     | Nikolaus III.     | Kardinaldekan, Generalinquisitor, Neffe von Nikolaus III.                      |
| Gerhard von Parma            | Parma      | Kardinalbischof  | Bischof von Sabina                 | 12. März 1278     | Nikolaus III.     |                                                                                |
| Giovanni Boccamazza          | Rom        | Kardinalbischof  | Bischof von Frascati               | 22. Dezember 1285 | Honorius IV.      | Neffe von Honorius IV.                                                         |
| Matteo d’Acquasparta OFM     | Todi       | Kardinalbischof  | Bischof von Porto e Santa Rufina   | 16. Mai 1288      | Nikolaus IV.      | Apostolische Pönitentiarie                                                     |
| Jean Cholet                  | Frankreich | Kardinalpriester | San Cecilia                        | 12. April 1281    | Martin IV.        | Kardinalprotopriester, verstorben am 2. August 1293                            |
| Benedetto Caetani            | Anagni     | Kardinalpriester | Santi Silvestro e Martino ai Monti | 12. April 1281    | Martin IV.        | Kardinalprotopriester nach dem 2. August 1293; späterer Papst Bonifatius VIII. |
| Hugues Aycelin, OP           | Frankreich | Kardinalpriester | Santa Sabina                       | 16. Mai 1288      | Nikolaus IV.      |                                                                                |
| Pietro Peregrossi            | Mailand    | Kardinalpriester | San Marco                          | 16. Mai 1288      | Nikolaus IV.      | Kämmerer des Heiligen Kardinalskollegiums                                      |
| Matteo Rosso Orsini          | Rom        | Kardinaldiakon   | Santa Maria in Portico             | 22. Mai 1262      | Urban IV.         | Kardinalprotodiakon, Erzpriester des Petersdoms                                |
| Giacomo Colonna              | Rom        | Kardinaldiakon   | Santa Maria in Via Lata            | 12. März 1278     | Nikolaus III.     | Erzpriester von Santa Maria Maggiore                                           |
| Napoleone Orsini             | Rom        | Kardinaldiakon   | Sant’Adriano am Forum Romanum      | 16. Mai 1288      | Nikolaus IV.      |                                                                                |
| Pietro Colonna               | Rom        | Kardinaldiakon   | Sant’Eustachio                     | 16. Mai 1288      | Nikolaus IV.      |                                                                                |

## Wahlverlauf

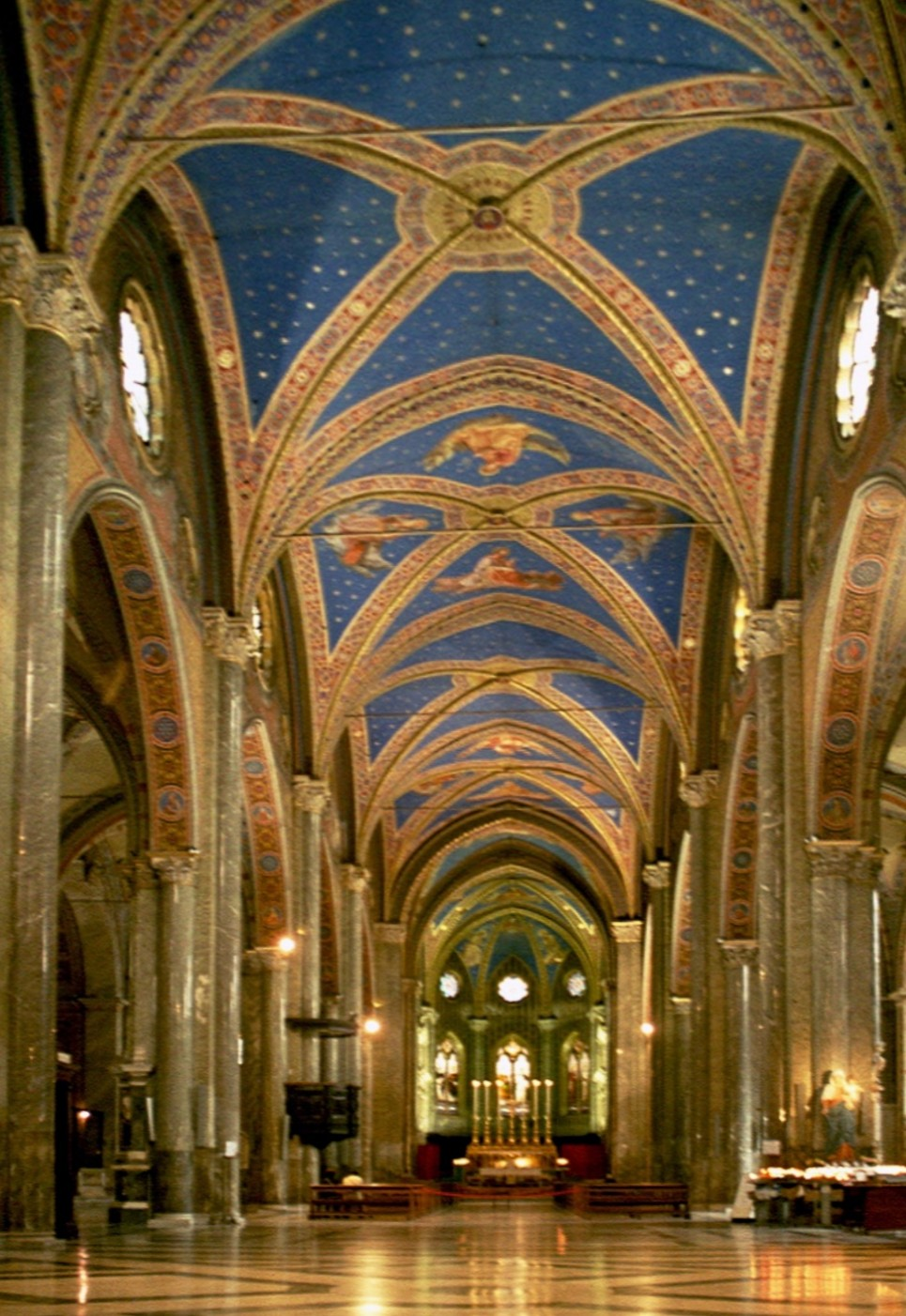
Santa Maria sopra Minerva: Hier wurde die Wahl fortgesetzt

Sechs der 12 Kardinäle, die 1292 lebten, stammten aus Rom. Sie verteilten sich gleichmäßig auf die Fraktionen der mächtigen römischen Familien Colonna und Orsini. Diese Familien bekriegten einander seit mehr als hundert Jahren. Dabei ging es nicht nur um die Führungsrolle in Rom selbst, sondern auch um die Auseinandersetzung um das Königreich Sizilien, das seit der Sizilianischen Vesper 1282 geteilt war. Die Colonna standen auf der Seite Aragons, die sich als Erben der Staufer verstanden, während die Orsini für den Franzosen Karl II. von Anjou Partei ergriffen, der faktisch nur noch König von Neapel war. Gleichzeitig waren sich die römischen Kardinäle einig in dem Bestreben, einen Papst von außerhalb verhindern zu wollen. Dies verhinderte die seit Alexander III. notwendige Zweidrittelmehrheit. Jakob II. von Aragón finanzierte die Colonnafraktion mit Gold. Es ist aber nicht bekannt, ob es Simonie war. Karl II. leistete jährliche Zahlungen an neun Kardinäle, die für Ausgaben im Königreich Sizilien gedacht waren. In der Liste von 1291 fehlen zwar Gerhard von Parma und Benedikt Gaetani, da sie damals nicht an der Kurie weilten, sie dürften aber später ebenfalls bedacht worden sein. Es darf jedoch angenommen werden, dass alle Kardinäle an einer Lösung des Konflikts um Sizilien, der durch die Sizilianische Vesper ausgelöst worden war, Interesse hatten, zumal die Zahlungen von der Insel für die kurialen Finanzen nicht unbedeutend waren.
Zehn Tage nach dem Tod von Nikolaus IV. eröffnete der Dekan des Kardinalskollegiums, Latino Malabranca, die Wahlversammlung im Palast der Familie Savelli bei Santa Sabina auf dem Aventin mit einer Kritik an der Eroberung Siziliens durch die Aragonesen. Beim ersten Skrutinium (Abstimmung mit Stimmzetteln) erreichte kein Kandidat vier Stimmen. Das Konklave wurde im Dominikanerkloster Santa Maria sopra Minerva fortgesetzt, da der Kardinaldekan diesem Orden angehörte. Am 29. Juni brachen in Rom Unruhen aus, zudem veranlasste eine Malariaepidemie, der Jean Cholet zum Opfer fiel, die nicht aus Rom stammenden Kardinäle zum Rückzug nach Rieti, Benedikt Caetani reiste in seine Heimatstadt Anagni. Nur die römischen Kardinäle blieben in der Stadt. Im September kehrten Benedikt Caetani und Matthäus von Acquasparta nach Rom zurück, Peregrossi und Aycelin blieben in Rieti, Gerhard von Parma traf erst an Ostern 1293 wieder ein.
Die Sedisvakanz heizte die seit einem Jahrhundert herrschenden Auseinandersetzungen zwischen den Anhängern beider Familien in Rom weiter an. Zudem starben die beiden zu Ostern 1293 neugewählten Senatoren aus den Familien Colonna und Orsini nur kurz nach der Wahl. Adelspaläste und Kirchen wurden geplündert. Als sich das Gremium im Sommer 1293 wieder versammelte, hatte sich somit die Sicherheitslage erheblich verschlechtert. Da immer noch keine Einigung erzielt werden konnte, zog sich zu Beginn der Sommerhitze und wegen der Unruhen die Mehrheit der Kardinäle erneut nach Rieti zurück, diesmal allerdings auch die Orsini. In Rom blieben nur die beiden Colonna und ihr Parteigänger Boccamazza, Benedikt Caetani hielt sich in Viterbo und bei Todi auf. Da die außerhalb Roms weilenden Kardinäle die nötige Mehrheit hätten erreichen können, behauptete die Colonnafraktion, sie sei am rechten Ort und könne allein die Wahl vornehmen, wandte sich aber auch an abwesende Kardinäle mit der Aufforderung, sich ihr anzuschließen. Zwei Adressaten sind bekannt: Aycelin und Peregrossi. Während der Franzose ablehnte, folgte der Mailänder der Aufforderung. Damit hatten die Colonna zwar keine Mehrheit, aber eine Sperrminorität. Diese Rechtsauffassung wurde von den anderen Kardinälen und ihren juristischen Ratgebern bestritten, weil die Konklaveordnung Gregors X. nicht die volle Rechtskraft erlangt habe. Da auch die Colonna die Schwächen ihrer juristischen Argumentation einsahen, einigte man sich darauf, die nicht aus Rom stammenden Kardinäle einen neuen Konklaveort festsetzen zu lassen. Ergebnis des Kompromisses war die Ladung nach Perugia für das Fest des Hl. Lukas, den 18. Oktober 1293. Bereits Anfang September begann die Stadt mit den Vorbereitungen für das Konklave.
Auch in Perugia blieb die Versammlung erfolglos und man konnte sich auf keinen Kompromisskandidaten einigen. Am 31. August 1293 sandte Karl II. eine Gesandtschaft unter der Leitung des Bartholomeus von Capua an die Kardinäle, um für seine Sache und den sich abzeichnenden Kompromiss mit Jakob von Aragon zu werben. Im Dezember 1293 folgte ein Gesandter Karl Martells, der seinen Vater im Königreich vertrat. Am 21. März 1294 traf Karl II. von Anjou persönlich in Perugia ein, wo er sich bis zum 29. März aufhielt. Für die mit Jakob von Aragon im Dezember 1294 in La Junquera getroffenen Vereinbarungen bedurfte es, soweit Sizilien betroffen war, der Zustimmung des Papstes und daher drängte er auf ein baldiges Ergebnis der Wahl. Auch wenn sich Karl zur Geheimhaltung verpflichtet hatte, musste er doch einige Details andeuten wie den Plan, Sizilien 1297 an die Kirche und anschließend an die Anjou fallen zu lassen, was die Colonna einem Gesandten Friedrichs von Sizilien mitteilten. Dessen Zahlungen mussten sie allerdings zurückerstatten, sobald dies im Kreis der Kardinäle bekannt wurde. In einem Konsistorium der Kardinäle wurde auch besprochen, ob die Kardinäle während einer Sedisvakanz zur Bestätigung des Vertrags berechtigt wären. Obwohl diese Frage bejaht wurde, verweigerten die Kardinäle letztlich ihre Zustimmung, da Karl die Vertragsbedingungen nicht offenlegen wollte, weil er sich eidlich zur Geheimhaltung verpflichtet habe. Daraufhin versuchte Karl die Kardinäle dazu zu bewegen, aus einer von ihm vorgelegten Liste von vier Kandidaten einen zu wählen, was auf entschiedene Ablehnung stieß. Anfang April machte Karl auf dem Rückweg nach Neapel in Sulmona Station und suchte Peter vom Morrone auf, wobei er ihn wohl über den Stand der Papstwahl informierte und ihn möglicherweise anregte, sich an das Kardinalskollegium zu wenden. Bald danach dürfte Peter seinen Brief an Latino Malabranca, mit dem er schon länger in Kontakt stand, abgeschickt haben, der wohl etwa zwei Monate vor der Wahl eintraf. Inzwischen hatte sich Ende Mai oder Anfang Juni die Lage in Rom wieder zugespitzt, das Volk besetzte das Kapitol und schickte sich an, einen auswärtigen Fürsten zum Senator zu wählen. Geplant war die Wahl Friedrichs von Sizilien, was keiner der römischen Fraktionen im Kardinalskollegium gefallen konnte; im Kirchenstaat hatte Orvieto Besitzungen der Kirche angegriffen und am 11. Juni Bolsena erobert, ohne dass es gelungen war, wirksame Gegenmaßnahmen zu ergreifen. Daher wurde für den 5. Juli 1294 eine erneute Sitzung beschlossen, auf der die kritische Lage im Kirchenstaat und militärische Gegenmaßnahmen beraten werden sollten. Bei der Sitzung fehlten Peregrossi wegen Gicht und Napoleone Orsini wegen des plötzlichen Todes eines jüngeren Bruders. Unter dem Eindruck des Todes des jungen Orsini forderte Boccamazza seine Kollegen auf, endlich die Zwietracht zu beenden und einen Papst zu wählen. Latino Malabranca Orsini, der Kardinaldekan, berichtete von der Vision eines Einsiedlers, dem der Heilige Geist das Strafgericht Gottes über die Welt angekündigt habe, falls die Kardinäle nicht bis Allerheiligen einen Papst wählten. Auf eine Nachfrage Benedikts Caetani fiel der Name Peters vom Morrone, mehrere Kardinäle priesen sein frommes Leben und man fragte sich, ob er nicht ein würdiger Kandidat sei. Latino Malabranca gab ihm darauf als erster seine Stimme und es entwickelte sich eine Inspirationswahl ohne Skrutinium, denn nach Latino stimmten die Bischöfe Gerhard von Parma, Matthäus von Acquasparta und Giovanni Boccamazza sowie die Kardinalpriester Benedikt Caetani und Hugues Aycelin ebenfalls für Peter. Die Colonna zögerten zunächst und wollten sich mit Peregrossi absprechen, der herbeigeholte Napoleon Orsini schloss sich den sechs Stimmen an. Nachdem auch Matteo Rosso sich für den Eremiten entschieden hatte, war die Mehrheit erreicht und auch die Colonna traten der Wahl bei. Bei Peregrossi holte eine dreiköpfige Delegation die Zustimmung ein. In feierlicher Form verkündete Latino Malabranca im Namen des gesamten Kollegiums die Wahl und die Kardinäle stimmten nochmals zu. Daraufhin wurde das Wahldekret ausgestellt und von allen Kardinälen unterzeichnet, für Peregrossi, der nicht in der Lage war zu schreiben, unterfertigte Peter Colonna. Matteo Rosso Orsini als dienstältester Kardinaldiakon verkündete die Wahl des fünfundachtzigjährigen Peter vom Morrone dem Volke, das in Jubel ausbrach. Wie bei der Papstwahl 1268–1271 wurde die Wahl eines Außenseiters als einzige Möglichkeit gesehen, die Pattsituation zu überwinden.

## Krönung

Vor der Basilica von Collemaggio fand die öffentliche Krönung statt

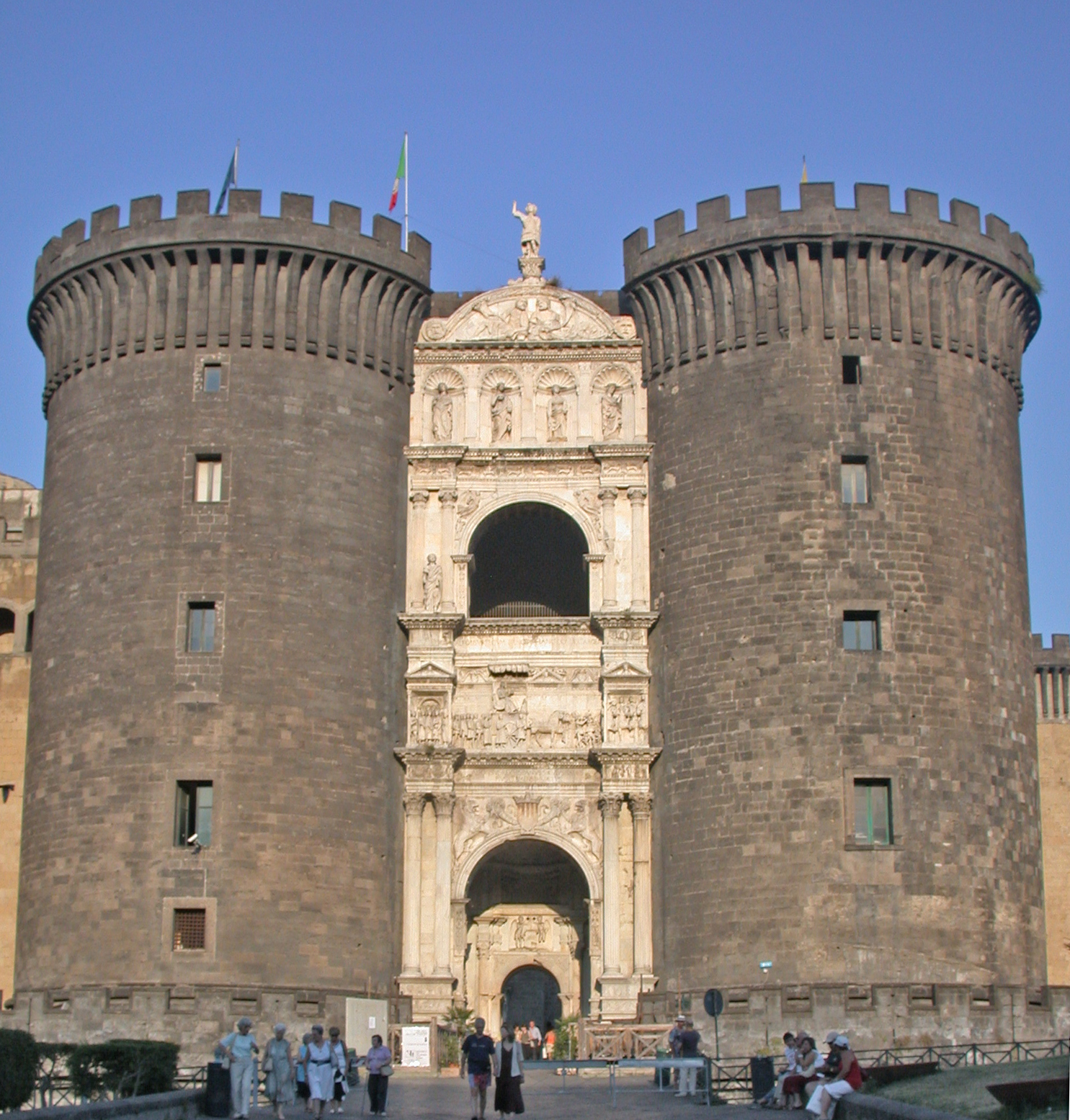
In Castel Nuovo in Neapel residierte Coelestin V.

Bis man sich auf die Delegation geeinigt hatte, die dem Gewählten die Wahlmitteilung überbringen und seine Zustimmung einholen sollte, verging fast eine Woche. Der Erzbischof von Lyon, Bérad de Got, der Bischof Franciscus von Orvieto und der Bischof Pandulf von Patti wurden von zwei Notaren der Papstkanzlei begleitet, Francesco di Napoleone Orsini und Guillaume de Mandagout. Mit dem Schreiben vom 11. Juli wurde Peter zugleich aufgefordert, sich zu Konsekration und Krönung zu den Kardinälen zu begeben. Da unter der Delegation ein Mitglied der Familie Orsini war, hielt Peter Colonna es für ratsam, ebenfalls nach Sulmona aufzubrechen, um ungünstige Vereinbarungen mit dem Elekten zu verhindern. Die Nachricht von der Wahl hatte allerdings die Abruzzen bereits erreicht, als die Delegation und der Colonna am 18. Juli in der Abtei Santo Spirito al Morrone eintrafen. Zeitgenössische Quellen berichten, dass Peter, der sich in seiner Einsiedelei Sant’Onofrio al Morrone aufhielt, die Wahl ablehnen wollte. Francesco Petrarca berichtete sogar von einem Fluchtversuch.
Sobald König Karl in Melfi am 12. Juli von der Wahl erfahren hatte, machte er sich mit Karl Martell auf den Weg zum neuen Papst und traf am 21. Juli, drei Tage nach der Delegation aus Perugia, in Sulmona ein. Wohl unmittelbar nach der Ankunft des Königs ließ Peter durch die Notare der Delegation den Kardinälen schriftlich die Annahme der Wahl mitteilen, zum Krönungsort äußerte er sich nicht. Doch Karl, der zunehmend Einfluss auf den Gewählten nahm, hatte wohl schon bald L’Aquila, eine Stadt im Norden des Königreichs Sizilien und damit außerhalb des Kirchenstaats, ins Auge gefasst und begann mit den Vorbereitungen für die Veranstaltung. Peter war die Stadt durch seine Gründung Santa Maria di Collemaggio vertraut. „Wie Jesus in Jerusalem“ ritt Coelestin auf einen Esel in L’Aquila ein, wahrscheinlich am 28. Juli. Das Zaumzeug des Esels wurde von Karl II. und dessen Sohn Karl Martell geführt. Diese Abweichung vom Zeremoniell wurde nicht von allen Kardinälen geschätzt, war aber publikumswirksam. Karl bemühte sich, die Bestätigung des Friedens von La Junquera zu beschleunigen, versorgte Peter mit Ratgebern aus seinem Hofstaat und bestätigte Besitzungen der Cölestiner. Die Kardinäle versuchten weiterhin, den Elekten wenigstens nach Rieti kommen zu lassen, aber spätestens am 7. August stand für König Karl fest, dass die Krönung in L’Aquila stattfinden würde, die er auch mit einer Zeremonie des Ritterschlags verbinden wollte. Aycelin und Napoleone Orsini begaben sich nun ebenfalls nach L’Aquila, wo Peter Colonna bereits war. Das Kollegium versuchte nochmals, durch den Bischof Franciscus von Orvieto Papst und König nach Perugia einzuladen, jedoch vergebens. Sobald die Nachricht vom Tod des Kardinaldekans Latino Malabranca am 10. August in L’Aquila eingetroffen war, veranlasste der König den Papst, ohne Rücksicht auf die Tradition, Aycelin zum Kardinalbischof von Ostia und damit zum Dekan des Kardinalskollegiums zu erheben und ihn durch den Erzbischof von Benevent, Johannes von Castrocoeli, weihen zu lassen. Mitte August folgte die Immantation, die in der Regel der dienstälteste Kardinaldiakon, der noch abwesende Matto Rosso, vorzunehmen hatte. Daher wich man ebenfalls vom Brauch ab und ließ Napoleone Orsini die Zeremonie durchführen, die mit der Wahl des Papstnamens ihren Abschluss fand. Warum Peter den Namen Coelestin wählte, ist unklar. Angesichts der Lage mussten nun auch die anderen Kardinäle nach L’Aquila aufbrechen; als letzter traf Benedikt Caetani ein. Bei seiner Krönung am 29. August sollen laut Ptolomäus von Lucca 2000 Menschen zugegen gewesen sein. Die Salbung durch den Dekan Aycelin und die Überreichung des Palliums durch Matteo Rosso Orsini fanden in Collemaggio statt, die Krönung mit der Tiara, ebenfalls durch Matteo Rosso, auf einer Bühne vor der Kirche, damit die Menschenmenge, darunter die beiden Könige, die Zeremonie verfolgen konnten. Es folgten ein Umritt auf einem Schimmel und das Festmahl mit den Kardinälen.
Der Einfluss des Königs von Neapel auf Coelestin V. wurde bereits beim ersten Konsistorium am 18. September 1294 offensichtlich. Von den zwölf neu kreierten Kardinälen waren sieben Franzosen und drei (oder fünf) aus dem Königreich Neapel. Es war das erste Mal in der Geschichte, dass das Kardinalskollegium in einem einzigen Konsistorium in eine so eindeutige nationale Richtung gedrängt wurde. Die übrigen neuen Kardinäle gehörten dem von ihm gegründeten Cölestinerorden an. Coelestin zog in das Castel Nuovo in Neapel, wo er bis zu seinem Rücktritt als Einsiedler lebte. Coelestin trat als letzter Papst vor Benedikt XVI. vollkommen freiwillig zurück. Er starb jedoch 1296 als Gefangener, nachdem ihn Caetani, der ihm als Papst Bonifatius VIII. nachgefolgt war, hatte in „Ehrenhaft“ nehmen lassen.

## Nachwirkungen
Vor seinem Rücktritt setzte Coelestin die Apostolische Konstitution Ubi periculum von Papst Gregor X. wieder in Kraft. Sie war Grundlage für alle folgenden Papstwahlen. Er legte das Konklave als Wahlmodus fest. Der Name Konklave leitet sich vom lateinischen cum clave ab, bedeutet mit Schlüssel und weist darauf hin, dass die Wahl unter Ausschluss der Öffentlichkeit stattfindet und von den Kardinälen nicht verlassen werden darf. Nur bei zwei Papstwahlen wurde seitdem von diesem Prinzip abgewichen, jedoch unter weitgehender Beachtung der Grundsätze des Konklaves. Das war zum einen das Konzil von Konstanz, bei dem mit der Wahl von Papst Martin V. das Abendländische Schisma beendet wurde, zum anderen das Konklave 1799–1800, bei dem Papst Pius VI. von den Regelungen von Ubi periculum wegen der Einmischungen von Napoleon Bonaparte suspendierte.